# 핵기술

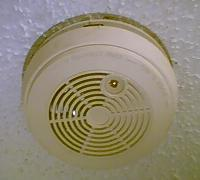
주택용 연기 감지기는 일부 사람들에게 가장 친숙한 핵기술의 한 조각이다.

핵기술은 원자핵의 핵반응을 포함하는 기술이다. 주목할 만한 핵기술로는 원자로, 핵의학 및 핵무기가 있다. 이는 또한 연기 감지기 및 총기 조준경 등에도 사용된다.

## 역사 및 과학적 배경

### 발견
지구상의 일반적이고 자연적인 대부분의 현상은 중력과 전자기학만을 포함하며 핵반응은 포함하지 않는다. 이는 원자핵이 일반적으로 양전하를 띠고 있어 서로를 밀어내기 때문에 서로 떨어져 있기 때문이다.
1896년 앙리 베크렐은 우라늄 염에서 인광을 조사하던 중 이후 방사능이라고 불리게 된 새로운 현상을 발견했다. 그와 피에르 퀴리, 마리 퀴리는 이 현상을 조사하기 시작했다. 이 과정에서 그들은 방사능이 매우 강한 원소인 라듐을 분리해냈다. 그들은 방사성 물질이 세 가지 종류의 강력하고 관통력이 있는 광선을 생성한다는 것을 발견했으며, 이를 처음 세 그리스 알파벳에 따라 알파, 베타, 감마라고 명명했다. 이러한 방사선 중 일부는 일반 물질을 통과할 수 있으며, 모두 다량으로 노출될 경우 해로울 수 있다. 초기 연구자들은 모두 다양한 방사선 화상을 입었는데, 이는 일광화상과 비슷하며 크게 생각하지 않았다.
방사능이라는 새로운 현상은 돌팔이 의사 제조업체에 의해 이용되었고(이전에는 전기와 자기의 발견도 마찬가지였다), 방사능과 관련된 여러 특허 약품과 치료법이 제시되었다.
점차 방사성 붕괴에 의해 생성되는 방사선이 이온화 방사선이며, 화상을 입힐 만큼 적은 양조차도 심각한 장기적 위험을 초래할 수 있다는 사실이 인식되었다. 방사능 연구에 참여한 많은 과학자들은 노출로 인해 암으로 사망했다. 방사성 특허 약품은 대부분 사라졌지만, 라듐 염을 사용하여 계기판에 빛나는 다이얼을 만드는 등 방사성 물질의 다른 응용 분야는 지속되었다.
원자에 대한 이해가 깊어짐에 따라 방사능의 본질이 명확해졌다. 일부 더 큰 원자핵은 불안정하여 무작위 시간 간격 후 붕괴(물질 또는 에너지를 방출)한다. 베크렐과 퀴리 부부가 발견한 세 가지 형태의 방사선도 더 완전히 이해되었다. 알파 붕괴는 핵이 알파 입자를 방출하는 것으로, 이는 양성자 두 개와 중성자 두 개로 구성되어 헬륨 핵과 동일하다. 베타 붕괴는 베타 입자, 즉 고에너지 전자를 방출하는 것이다. 감마 붕괴는 감마선을 방출하는데, 이는 알파 및 베타 방사선과 달리 물질이 아니라 매우 높은 진동수와 그에 따른 에너지를 가진 전자기파이다. 이 유형의 방사선은 가장 위험하고 차단하기 가장 어렵다. 이 세 가지 유형의 방사선은 특정 원소에서 자연적으로 발생한다.
또한 대부분의 지구 에너지의 궁극적인 원천이 핵이라는 점도 명확해졌다. 이는 항성 핵융합 반응에 의해 발생하는 태양의 방사선이나 지구 내부의 우라늄 방사성 붕괴, 즉 지열 에너지의 주요 원천을 통해서이다.

### 핵분열
자연적인 핵 방사선에서 부산물은 핵에서 유래한 핵에 비해 매우 작다. 핵분열은 핵을 대략 동일한 부분으로 분할하고 이 과정에서 에너지와 중성자를 방출하는 과정이다. 이 중성자가 다른 불안정한 핵에 포획되면 핵분열을 일으킬 수 있으며, 이는 연쇄반응으로 이어진다. 다른 핵을 분열시키는 데 사용되는 핵당 방출되는 평균 중성자 수는 k라고 한다. k 값이 1보다 크면 핵분열 반응이 흡수하는 것보다 더 많은 중성자를 방출하며, 따라서 자가 지속적인 연쇄반응이라고 한다. 자가 지속적인 연쇄반응을 유도할 만큼 충분히 큰 (그리고 적절한 구성의) 핵분열성 물질의 질량을 임계 질량이라고 한다.
중성자가 적절한 핵에 포획되면 즉시 핵분열이 일어나거나 핵이 짧은 시간 동안 불안정한 상태로 유지될 수 있다. 연쇄반응을 계속할 만큼 충분한 즉시 붕괴가 있다면 질량은 즉발 임계 상태라고 하며, 에너지 방출은 빠르고 통제할 수 없이 증가하여 일반적으로 폭발로 이어진다.
제2차 세계 대전 전야에 발견된 이 통찰력은 여러 국가들이 화학 폭발물보다 훨씬 많은 에너지를 생성하기 위해 핵분열 반응을 이용하는 무기인 원자폭탄 건설 가능성을 조사하는 프로그램을 시작하게 했다. 미국이 영국과 캐나다의 도움을 받아 진행한 맨해튼 계획은 1945년 히로시마시와 나가사키시에서 일본에 사용된 여러 핵분열 무기를 개발했다. 이 프로젝트 동안 최초의 핵분열 원자로도 개발되었지만, 주로 무기 제조용이었고 전기를 생산하지는 않았다.
1951년, 최초의 핵분열 발전소는 아이다호주 아르코의 실험적 증식로 제1호(EBR-1)에서 최초로 전기를 생산했으며, 이는 인간의 에너지 사용이 더 집중되는 "원자력 시대"를 열었다.
그러나 지연 중성자가 포함되었을 때만 질량이 임계 상태라면 반응은 예를 들어 중성자 흡수체의 도입 또는 제거를 통해 제어될 수 있다. 이것이 원자로 건설을 가능하게 한다. 고속 중성자는 핵에 쉽게 포획되지 않는다. 일반적으로 중성자 감속재의 핵과의 충돌에 의해 속도를 늦춰야 (느린 중성자) 쉽게 포획될 수 있다. 오늘날 이 유형의 핵분열은 일반적으로 전기를 생산하는 데 사용된다.

### 핵융합
핵이 충돌하도록 강제되면 핵융합이 일어날 수 있다. 이 과정은 에너지를 방출하거나 흡수할 수 있다. 생성된 핵이 철보다 가벼우면 일반적으로 에너지가 방출된다. 핵이 철보다 무거우면 일반적으로 에너지가 흡수된다. 이 융합 과정은 항성에서 일어나며, 항성은 수소와 헬륨에서 에너지를 얻는다. 항성은 항성 핵합성을 통해 가벼운 원소(리튬부터 칼슘)와 일부 무거운 원소(철과 니켈 너머, S-과정을 통해)를 형성한다. 니켈부터 우라늄 이상의 나머지 무거운 원소의 풍부함은 초신성 핵합성, R-과정 때문이다.
물론 이러한 자연적인 천체 물리학적 과정은 핵 "기술"의 예가 아니다. 핵의 매우 강한 반발력 때문에 통제된 방식으로 융합을 달성하기는 어렵다. 수소 폭탄은 열핵 무기로도 알려져 있으며 융합으로부터 엄청난 파괴력을 얻지만, 에너지는 통제할 수 없다. 통제된 융합은 입자 가속기에서 달성된다. 이것이 많은 인공 원소가 생산되는 방식이다. 퓨저 또한 통제된 융합을 생산할 수 있으며 유용한 중성자원이다. 그러나 이 두 장치는 순 에너지 손실 상태에서 작동한다. 통제 가능하고 실용적인 핵융합 발전은 간혹 상온 핵융합과 같은 속임수에도 불구하고 달성하기 어려운 것으로 입증되었다. 기술적 및 이론적 어려움이 작동하는 민간 핵융합 기술 개발을 방해했지만, 전 세계적으로 연구는 오늘날까지 계속되고 있다.
핵융합은 제2차 세계 대전 중 에드워드 텔러가 이끄는 맨해튼 계획 과학자들이 폭탄 제조 방법으로 조사했을 때 초기에는 이론적인 단계에서만 추구되었다. 프로젝트는 핵분열 반응이 폭발을 유도하는 데 필요할 것이라고 결론 내린 후 핵융합을 포기했다. 최초의 완전한 수소 폭탄이 폭발된 것은 1952년이었는데, 이는 중수소와 삼중수소 사이의 반응을 사용했기 때문에 그렇게 불렸다. 핵융합 반응은 핵연료 단위 질량당 핵분열 반응보다 훨씬 에너지가 많지만, 핵융합 연쇄반응을 시작하는 것은 훨씬 어렵다.

## 핵무기
핵무기는 핵분열 또는 핵분열과 핵융합의 조합인 핵반응에서 파괴력을 얻는 폭발 장치이다. 두 반응 모두 비교적 적은 양의 물질에서 막대한 양의 에너지를 방출한다. 심지어 작은 핵 장치도 폭발, 화재 및 방사선으로 도시를 파괴할 수 있다. 핵무기는 대량살상무기로 간주되며, 그 사용과 통제는 등장 이후 국제 정책의 주요 측면이었다.
핵무기 설계는 겉보기보다 복잡하다. 이러한 무기는 전개 시 하나 이상의 임계 이하 핵분열성 물질을 안정적으로 유지한 다음 폭발을 위해 임계 상태 (임계 질량 생성)를 유도해야 한다. 또한 장치가 분해되기 전에 연쇄반응이 연료의 상당 부분을 소모하도록 하는 것은 상당히 어렵다. 핵연료의 조달도 겉보기보다 어렵다. 왜냐하면 이 과정에 충분히 불안정한 물질은 현재 지구상에서 적절한 양으로 자연적으로 발생하지 않기 때문이다.
우라늄의 한 동위 원소, 즉 우라늄-235는 자연적으로 발생하며 충분히 불안정하지만, 항상 더 안정한 동위 원소인 우라늄-238과 혼합되어 발견된다. 후자는 자연 우라늄 무게의 99% 이상을 차지한다. 따라서 세 중성자의 무게를 기반으로 하는 어떤 동위 원소 분리 방법이 우라늄-235를 농축(분리)하기 위해 수행되어야 한다.
대안적으로, 플루토늄 원소는 이 과정에 사용될 만큼 충분히 불안정한 동위 원소를 가지고 있다. 지구상의 플루토늄은 현재 이러한 용도로 충분한 양으로 자연적으로 발생하지 않으므로 원자로에서 제조되어야 한다.
결과적으로 맨해튼 계획은 이들 원소 각각을 기반으로 하는 핵무기를 제조했다. 그들은 1945년 7월 16일 뉴멕시코주 앨라모고도 근처에서 코드명 "트리니티"라는 시험에서 최초의 핵무기를 폭발시켰다. 이 시험은 내폭 방식이 작동할 것인지 확인하기 위해 수행되었으며, 성공했다. 우라늄 폭탄인 리틀 보이는 1945년 8월 6일 일본 도시 히로시마시에 투하되었고, 3일 후 나가사키에 플루토늄 기반 팻 맨이 투하되었다. 단 하나의 무기로부터 전례 없는 파괴와 인명 피해가 발생한 후 일본 정부는 곧 항복하여 제2차 세계 대전을 종식시켰다.
이 폭격 이후 공격용으로 핵무기가 배치된 적은 없다. 그럼에도 불구하고, 이는 군비 경쟁을 유발하여 핵 억지력을 제공하기 위해 점점 더 파괴적인 폭탄을 개발하게 했다. 약 4년 후인 1949년 8월 29일, 소련은 최초의 핵분열 무기를 폭발시켰다. 영국은 1952년 10월 2일에, 프랑스, 1960년 2월 13일에, 중국은 핵무기의 일부를 폭발시켰다. 히로시마와 나가사키의 사망자 중 약 절반은 방사선 노출로 인해 2~5년 후 사망했다. 방사능 무기는 위험한 핵 물질을 적 지역에 살포하도록 설계된 핵무기의 한 유형이다. 이러한 무기는 핵분열 폭탄이나 핵융합 폭탄의 폭발 능력을 갖지 않지만, 많은 사람을 죽이고 넓은 지역을 오염시킬 것이다. 방사능 무기는 배치된 적이 없다. 재래식 군대에서는 쓸모없는 것으로 간주되지만, 이러한 무기는 핵테러에 대한 우려를 제기한다.
1945년 이후 2,000회 이상의 핵실험이 실시되었다. 1963년, 모든 핵보유국 및 많은 비핵보유국은 부분적 핵실험 금지 조약에 서명하여 대기, 수중 또는 우주 공간에서의 핵실험 자제를 약속했다. 이 조약은 지하 핵실험을 허용했다. 프랑스는 1974년까지 대기 실험을 계속했고, 중국은 1980년까지 계속했다. 미국의 마지막 지하 실험은 1992년, 소련은 1990년, 영국은 1991년이었고, 프랑스와 중국은 모두 1996년까지 실험을 계속했다. 1996년 포괄적 핵실험 금지 조약(2011년 현재 발효되지 않음)에 서명한 후, 이들 모든 국가는 모든 핵실험을 중단할 것을 약속했다. 비서명국인 인도와 파키스탄은 1998년에 마지막으로 핵무기를 실험했다.
핵무기는 알려진 가장 파괴적인 무기, 즉 전형적인 대량살상무기이다. 냉전 기간 동안 반대 세력은 수억 명의 사람들을 죽일 수 있는 거대한 핵무기를 보유했다. 닥터 스트레인지러브와 원자 카페와 같은 영화에 묘사된 핵 파괴의 그림자 아래 여러 세대의 사람들이 자랐다.
그러나 핵무기 폭발 시 발생하는 엄청난 에너지 방출은 새로운 에너지원의 가능성도 시사했다.

## 민간 사용

### 원자력
원자력은 추진, 난방 및 전기 생산을 포함한 작업에 에너지를 방출하기 위해 제어된 핵분열 사용을 포함하는 핵기술의 한 유형이다. 원자력 에너지는 열을 생성하는 제어된 핵 연쇄반응에 의해 생산되며, 이는 물을 끓이고 증기를 생산하고 증기 터빈을 구동하는 데 사용된다. 터빈은 전기를 생산하거나 기계적 작업을 수행하는 데 사용된다.
현재 원자력은 세계 전기의 약 15.7%(2004년 기준)를 공급하며 항공모함, 쇄빙선 및 잠수함을 추진하는 데 사용된다(일부 항구에서의 경제성과 우려로 인해 지금까지 수송선에 원자력 사용은 방지되었다). 모든 원자력 발전소는 핵분열을 사용한다. 인공 핵융합 반응으로 실용적인 전기원은 발생하지 않았다.

### 의료 응용
핵기술의 의료 응용은 진단 및 방사선 치료로 나뉜다.
영상 - 의학에서 이온화 방사선의 가장 큰 용도는 의학 영상에서 X선을 사용하여 인체 내부 이미지를 만드는 것이다. 이는 인간의 방사선 노출의 가장 큰 인공적인 원천이다. 의료 및 치과 X선 영상 장치는 코발트-60 또는 다른 X선 원천을 사용한다. 인체에서 방사성 추적자 또는 조영제로 작용하기 위해 유기 분자에 부착되는 방사성 의약품이 다수 사용된다. 양전자 방출 핵종은 양전자 방출 단층촬영으로 알려진 응용 분야에서 고해상도, 단시간 영상에 사용된다.
방사선은 방사선 치료에서도 질병 치료에 사용된다.

### 산업 응용
일부 이온화 방사선은 물질을 관통할 수 있으므로 다양한 측정 방법에 사용된다. X선 및 감마선은 산업 방사선 촬영에서 고체 제품 내부 이미지를 만드는 데 사용되며, 비파괴 검사 및 검사의 수단으로 사용된다. 방사선 촬영할 부품은 원천과 카세트 안의 사진 필름 사이에 배치된다. 특정 노출 시간 후 필름이 현상되고 재료의 내부 결함을 보여준다.
게이지 - 게이지는 감마선의 지수적 흡수 법칙을 사용한다.
- 레벨 지시기: 원천과 검출기는 용기의 반대쪽에 배치되어 수평 방사선 경로에 재료의 존재 또는 부재를 나타낸다. 측정할 재료의 두께와 밀도에 따라 베타 또는 감마 원천이 사용된다. 이 방법은 액체 또는 입상 물질 용기에 사용된다.
- 두께 게이지: 재료가 일정한 밀도를 가지면 방사선 검출기에 의해 측정된 신호는 재료의 두께에 따라 달라진다. 이것은 종이, 고무 등과 같은 연속 생산에 유용하다.

정전기 제어 - 종이, 플라스틱, 합성 섬유 등의 생산에서 정전기 발생을 방지하기 위해 생산 라인 끝에 재료 근처에 알파 방출체 241Am의 리본 모양 원천을 배치할 수 있다. 이 원천은 공기를 이온화하여 재료의 전기 전하를 제거한다.
방사성 추적자 - 방사성 동위 원소는 화학적으로 대부분 비활성 원소와 유사하게 작용하므로 특정 화학 물질의 동작은 방사능을 추적하여 추적할 수 있다. 예:
- 닫힌 시스템에서 가스 또는 액체에 감마 추적자를 추가하면 튜브의 구멍을 찾는 것이 가능하다.
- 모터 부품 표면에 추적자를 추가하면 윤활유의 활동성을 측정하여 마모를 측정하는 것이 가능하다.

석유 및 가스 탐사- 핵 유정 검층은 새롭거나 기존 유정의 상업적 생존 가능성을 예측하는 데 사용된다. 이 기술은 중성자 또는 감마선 원천과 방사선 검출기를 시추공에 내려 주변 암석의 다공성 및 암석학적 특성을 결정하는 데 사용된다.
도로 건설 - 핵 수분/밀도 게이지는 토양, 아스팔트 및 콘크리트의 밀도를 결정하는 데 사용된다. 일반적으로 세슘-137 원천이 사용된다.

### 상업적 응용
- 방사선발광
- 삼중수소 조명: 삼중수소는 인과 함께 사용하여 야간 사격 정확도를 높인다. 일부 활주로 표지 및 건물 비상구 표지판은 정전 시에도 조명을 유지하기 위해 동일한 기술을 사용한다.[7]
- 베타볼타.
- 연기 감지기: 이온화 연기 감지기에는 작은 양의 방사성 아메리슘-241이 포함되어 있으며, 이는 알파선 원천이다. 두 개의 이온화 챔버가 서로 옆에 배치된다. 둘 다 241Am의 작은 원천을 포함하여 작고 일정한 전류를 발생시킨다. 하나는 닫혀 있고 비교용으로 사용되며, 다른 하나는 주변 공기에 개방되어 있다. 격자형 전극이 있다. 연기가 개방된 챔버로 들어가면 연기 입자가 전하를 띤 이온에 부착되어 중성 전기 상태로 복원되어 전류가 방해된다. 이는 개방된 챔버의 전류를 감소시킨다. 전류가 특정 임계값 아래로 떨어지면 알람이 트리거된다.

### 식품 가공 및 농업
생물학과 농업에서는 원자력 정원과 같이 새로운 또는 개선된 종을 생산하기 위해 돌연변이를 유도하는 데 방사선이 사용된다. 해충 방제의 또 다른 용도는 멸균 곤충 기법으로, 수컷 곤충을 방사선으로 멸균하고 방출하여 자손을 낳지 않도록 하여 개체수를 줄이는 것이다.
산업 및 식품 응용 분야에서는 도구 및 장비의 멸균에 방사선이 사용된다. 장점은 멸균 전에 물체를 플라스틱에 봉인할 수 있다는 것이다. 식품 생산 분야에서 새롭게 떠오르는 용도는 식품 방사선 조사를 이용한 식품의 멸균이다.

라두라 로고는 식품이 이온화 방사선으로 처리되었음을 보여주기 위해 사용된다.

식품 방사선 조사는 식품에 이온화 방사선을 조사하여 식품에 존재할 수 있는 미생물, 세균, 바이러스 또는 곤충을 파괴하는 과정이다. 사용되는 방사선 원천에는 방사성 동위 원소 감마선 원천, X선 발생기 및 전자 가속기가 포함된다. 추가 응용 분야에는 발아 억제, 숙성 지연, 주스 수율 증가, 재수화 개선 등이 있다. 방사선 조사는 기술적 목표를 달성하기 위해 의도적으로 물질을 방사선에 노출시키는 더 일반적인 용어이다 (이 문맥에서는 '이온화 방사선'이 암시된다). 따라서 의료 기기, 플라스틱, 가스관 튜브, 바닥 난방 호스, 식품 포장용 수축 필름, 자동차 부품, 전선 및 케이블 (절연), 타이어, 심지어 보석과 같은 비식품 품목에도 사용된다. 조사된 식품 양에 비해 이러한 일상적인 응용 분야의 부피는 엄청나지만 소비자에게는 눈에 띄지 않는다.
이온화 방사선으로 식품을 가공하는 실제 효과는 생명의 기본 유전 정보인 DNA에 대한 손상과 관련이 있다. 미생물은 더 이상 증식하고 악성 또는 병원성 활동을 계속할 수 없다. 변질을 유발하는 미생물은 활동을 계속할 수 없다. 곤충은 생존하지 못하거나 번식 능력을 잃는다. 식물은 자연적인 숙성 또는 노화 과정을 계속할 수 없다. 이러한 모든 효과는 소비자와 식품 산업 모두에게 유익하다.
효과적인 식품 방사선 조사에 투입되는 에너지 양은 동일한 식품을 요리하는 것보다 적다. 일반적인 10 kGy 선량에서도 (가열과 관련하여) 물리적으로 물과 동일한 대부분의 식품은 약 2.5 °C(4.5 °F)만 따뜻해진다.
이온화 방사선으로 식품을 가공하는 특수성은 원자 전이당 에너지 밀도가 매우 높다는 사실이다. 이는 분자를 절단하고 이온화(따라서 이름)를 유도할 수 있으며, 이는 단순한 가열로는 달성할 수 없다. 이것이 새롭고 유익한 효과를 가져오지만 동시에 새로운 우려를 불러일으키는 이유이다. 고체 식품을 이온화 방사선으로 처리하는 것은 우유와 같은 액체의 열 살균과 유사한 효과를 제공할 수 있다. 그러나 조사된 식품을 설명하기 위해 차가운 살균이라는 용어를 사용하는 것은 논란의 여지가 있는데, 살균과 조사는 근본적으로 다른 과정이지만 의도된 최종 결과는 경우에 따라 유사할 수 있기 때문이다.
식품 방사선 조사에 반대하는 사람들은 유도 방사능의 건강 위험에 대해 우려한다. 산업 옹호 단체인 미국 과학 보건 협의회의 "Irradiated Foods"라는 보고서는 다음과 같이 명시하고 있다. "식품 처리에 승인된 방사선 원천 유형은 식품의 어떤 원소도 방사능을 띠게 할 에너지 수준보다 훨씬 낮은 특정 에너지 수준을 가지고 있다. 조사된 식품은 공항 X선 스캐너를 통과하는 수하물이나 X선 촬영된 치아보다 더 방사능을 띠게 되지 않는다."
식품 방사선 조사는 본질적으로 비핵 기술이다. 이는 전자 가속기 및 제동 복사로 변환하여 생성될 수 있는 이온화 방사선의 사용에 의존하지만, 핵 붕괴에서 발생하는 감마선도 사용할 수 있다. 이온화 방사선 처리를 위한 전 세계적인 산업이 있으며, 대다수는 가속기를 사용하며 처리 용량 면에서도 가속기를 사용한다. 식품 방사선 조사는 의료 용품, 플라스틱 재료, 원자재, 보석, 케이블 및 전선 등과 비교하면 틈새 응용 분야일 뿐이다.

## 사고
핵 사고는 관련된 강력한 힘 때문에 종종 매우 위험하다. 역사적으로 첫 번째 사건은 치명적인 방사선 노출을 포함했다. 마리 퀴리는 높은 노출 수준으로 인해 발생한 재생불량성빈혈로 사망했다. 두 명의 과학자, 각각 미국인과 캐나다인인 해리 더그힐란과 루이스 슬로틴은 동일한 플루토늄 덩어리를 잘못 다루다가 사망했다. 기존 무기와 달리 핵무기의 강렬한 빛, 열, 폭발력만이 치명적인 요소는 아니다. 히로시마와 나가사키의 사망자 중 약 절반은 방사선 노출로 인해 2~5년 후 사망했다.
민간 원자력 및 방사능 사고는 주로 원자력 발전소와 관련이 있다. 가장 흔한 것은 작업자를 위험한 물질에 노출시키는 핵 누출이다. 노심 용융은 주변 환경으로 핵 물질이 방출되는 더 심각한 위험을 의미한다. 가장 중요한 노심 용융 사고는 펜실베이니아주의 스리마일섬 원자력 발전소 사고와 소련 우크라이나의 체르노빌 원자력 발전소 사고에서 발생했다. 유사한 사고를 겪은 군용 원자로는 영국의 윈드스케일 화재와 미국의 SL-1이다.
군용 사고는 일반적으로 핵무기의 손실 또는 예상치 못한 폭발을 포함한다. 1954년 캐슬 브라보 시험은 예상보다 큰 위력을 생산하여 인근 섬, 일본 어선(사망자 1명 포함)을 오염시켰고 일본에서 오염된 물고기에 대한 우려를 불러일으켰다. 1950년대부터 1970년대까지 여러 핵폭탄이 잠수함과 항공기에서 손실되었으며, 일부는 회수되지 않았다. 지난 20년 동안 그러한 사고는 눈에 띄게 감소했다.

## 환경적 이점의 예
원자력 지지자들은 매년 원자력으로 생산된 전기가 화석 연료에서 발생하는 4억 7천만 톤의 이산화탄소 배출량을 줄인다고 지적한다. 또한 원자력 에너지가 생산하는 비교적 적은 양의 폐기물은 대규모 원자력 에너지 생산 시설에 의해 안전하게 처리되거나 다른 에너지 용도로 재활용/재사용된다. 원자력 지지자들은 또한 다른 형태의 전기를 활용하는 데 따른 기회비용을 언급한다. 예를 들어 환경 보호국은 석탄이 환경 영향으로 인해 연간 3만 명을 사망시키지만 체르노빌 사고로 60명이 사망했다고 추정한다. 원자력 지지자들이 제시한 실제적인 영향의 예는 버몬트 양키 원자력 발전소 폐쇄 후 두 달 동안 탄소 배출량이 65만 톤 증가한 것이다.

## 같이 보기
- 원자력 시대
- 원자력 사고 목록
- 원자력 발전 논란
- 핵기술 개요
- 영상 의학